# پایگاه نیروی هوایی کلینتن کاونتی
پایگاه نیروی هوایی کلینتن کاونتی (به انگلیسی: Clinton County Air Force Base) یک فرودگاه نظامی با کد یاتا ILN است که یک باند فرود بتن دارد و طول باند آن ۳۲۶۲ متر است. این فرودگاه در کشور ایالات متحده آمریکا قرار دارد و در ارتفاع ۳۲۸ متری از سطح دریا واقع شده‌است.